# سلم إلى دمشق (فلم)
سلم إلى دمشق (بالإنجليزية: Ladder to Damascus) هو فيلم دراما تم إنتاجه في سوريا وصدر في سنة 2013. الفيلم من إخراج محمد ملص وكتابة محمد ملص.

## روابط خارجية
- مقالات تستعمل روابط فنية بلا صلة مع ويكي بيانات

## وصلات خارجية
- مقالات تستعمل روابط فنية بلا صلة مع ويكي بيانات